# Aaron Schroeder
Aaron Harold Schroeder (7 de septiembre de 1926 - 2 de diciembre de 2009) fue un compositor y editor musical estadounidense.

## Biografía
Nacido en Brooklyn, Schroeder se graduó de la escuela ahora conocida como Fiorello H. LaGuardia High School of Music & Art and Performing Arts en la ciudad de Nueva York.
Schroeder se convirtió en miembro de la Asociación Estadounidense de Compositores, Autores y Editores y tuvo su primer éxito con "At a Sidewalk Penny Arcade", una de las primeras canciones grabadas por Rosemary Clooney como artista solista. A lo largo de su carrera, escribió más de 1.500 canciones buscando el talento variado de muchos colaboradores. Sus composiciones alcanzaron 3 veces al número 1 de las listas de éxitos en el Reino Unido, de un total de 27 sencillos de éxito que permanecieron 225 semanas en la lista. Escribió diecisiete canciones para Elvis Presley, incluidas "A Big Hunk o' Love", "Good Luck Charm", "I Got Stung", "Stuck on You" y "It's Now or Never".
"It's Now or Never", tal como lo grabó Presley, fue seleccionada como la canción número 75 en la lista de los 100 mayores éxitos de la música publicada por la revista Billboard en su centenario. En una entrevista con Jan-Erik Kjeseth dijo que de hecho estuvo presente cuando Elvis grabó la canción. Quedó muy impresionado con la actitud de Presley: "Elvis quería que todo estuviera bien, casi hasta el punto de tener lágrimas en los ojos porque él —Elvis— sentía que estaba luchando por obtener el resultado que imaginaba en su cabeza". Schroeder tuvo más de 500 grabaciones de canciones en su haber, incluidos importantes sencillos de artistas como Roy Orbison, Duane Eddy, Sammy Davis Jr., Nat King Cole, Perry Como y Pat Boone. En la entrevista antes mencionada, Schröder afirmó que de hecho también participó en la finalización de la exitosa canción de 1963 " It's My Party" de Lesley Gore. Junto con su compañero habitual en ese momento, Wally Gold, realizó correcciones a un material inacabado que otro escritor había traído. Una vez terminado el trabajo, Gold y Schroeder lanzaron una moneda para ver qué nombre debería figurar entre los créditos. Schröder "perdió". Schroeder hizo un cameo en la película de rock and roll de la Warner Bros. de 1957, Jamboree, como compositor. También apareció una vez en el programa de televisión de la CBS, ''To Tell The Truth'' junto con dos impostores durante la quinta temporada del programa.
A principios de la década de 1960, Schroeder fue fundador y presidente de Musicor Records. Descubrió y dirigió la carrera del cantante Gene Pitney y produjo su éxito "Town Without Pity", nominada al Oscar a la Mejor Canción original de 1961. Trabajó con los compositores Hal David y Burt Bacharach para producir una serie de éxitos discográficos para Pitney entre los que se incluyen "(The Man Who Shot) Liberty Valance", "Only Love Can Break a Heart" y "24 Hours from Tulsa".
Él y su esposa Abby Steinberg, con la que se casó el 31 de octubre de 1967, descubrieron, guiaron y desarrollaron las carreras de muchos otros intérpretes y compositores a través de su agencia, incluidos Barry White, Randy Newman, Al Kooper, Blood, Sweat & Tears y Jimi Hendrix. Abby era la hermana del presidente de la agencia PR Newswire, David Steinberg.
Aaron Schroeder murió el 2 de diciembre de 2009, en Englewood (Nueva Jersey), a los 83 años. Durante los últimos cinco años, residió en la Lillian Booth Actors' Home de la fundación Actors Fund en Englewood. Su muerte se produjo después de una larga batalla contra la afasia progresiva primaria, una forma rara de demencia.